# 济南府学文庙
济南府学文庙位于中国山东省济南市历下区，北临大明湖，临近芙蓉街等老城街巷。北宋熙宁年间（1068～1077年）始建，明洪武二年（1369年）重建。到民国时期，不同规模增建、重修达三十余次。建筑群坐北朝南，布局严整，规模宏大。主要建筑有大成门、棂星门、泮池、大成殿、明伦堂和尊经阁等。
中华人民共和国成立后，文庙被小学、工厂等占用，许多建筑被毁。1992年成为山东省文物保护单位，2005年开始进行大修，残存的古建筑被修复，被拆除的部分也得到复建。修复后的文庙，恢复了祭孔的功能，并成为济南历史文化保护区的核心部分。

## 位置与范围

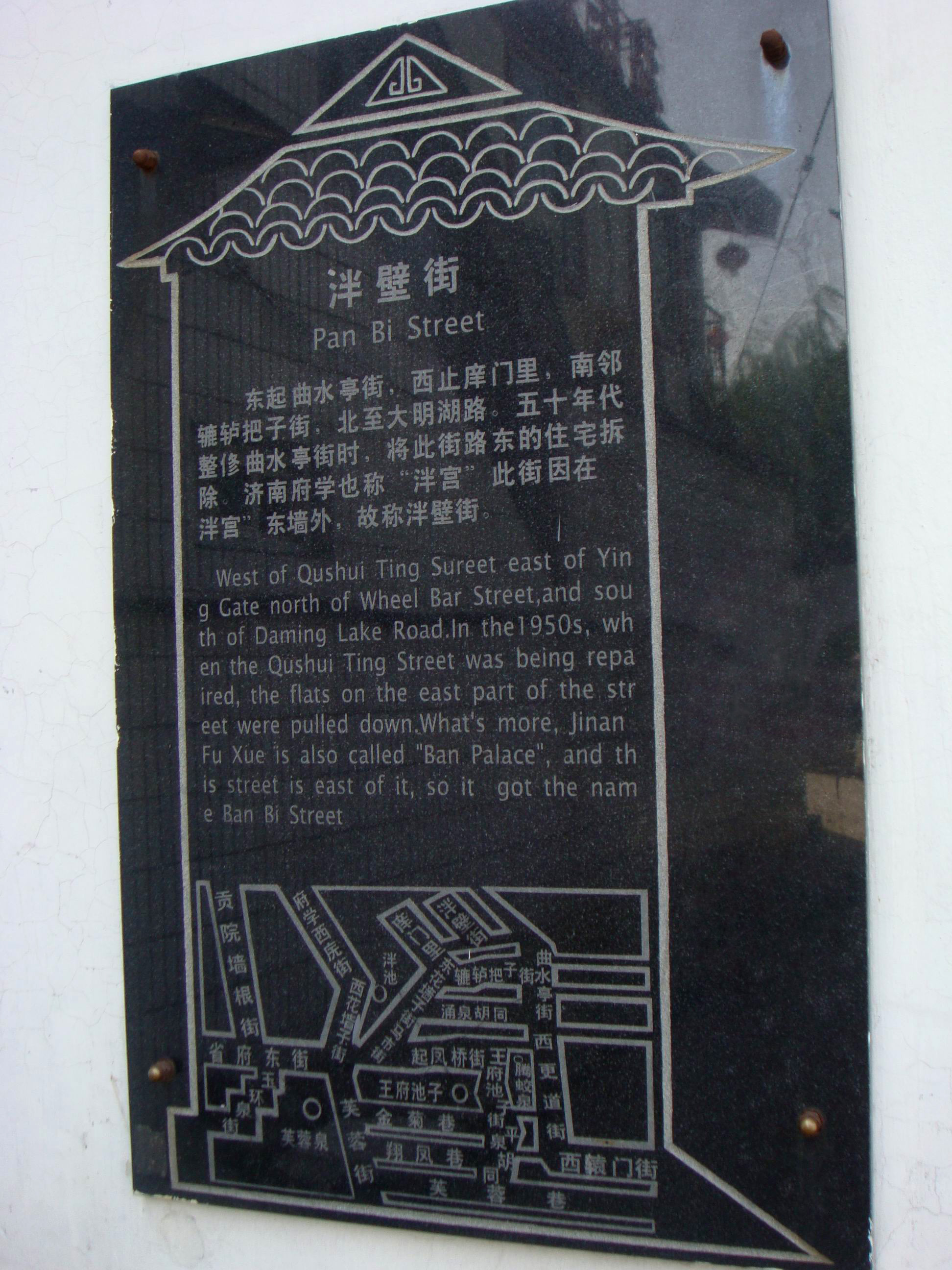
泮壁街街名碑，刻有文庙周边的街名与走向

济南府学文庙位于老济南城内西部，大明湖以南。目前划定的文庙保护范围，面积较鼎盛时略小，大致为明湖路以南，文庙影壁以北，西花墙子街、府学西院街、府学西庑街以东，庠门里、东花墙子街以西。文庙周边的街道多因文庙而得名，例如东、西花墙子街得名于文庙院墙所使用的砖砌图案花样（俗称花墙子），东花墙子街北段的短街因地处文庙东旁门而称为“庠门里”，庠门里东侧的短街因地处文庙东墙外而称为泮壁街。

## 历史沿革
济南府学文庙於北宋熙宁年间（1068～1077年）仿照山东曲阜孔庙的规制而建立，是始建年代較早的孔庙。金贞祐年间（1213～1216年），庙宇毁于战火，到元末更为颓败。明洪武二年（1369年）重建。成化十年（1474年），知府蔡晟增两庑像龛，建坊树屏，十三年（1477年），巡按御史梁泽拓大殿、两庑，建戟门、棂星门、明伦堂等。以后又重修数次。清代也有修葺，但基本格局未改。

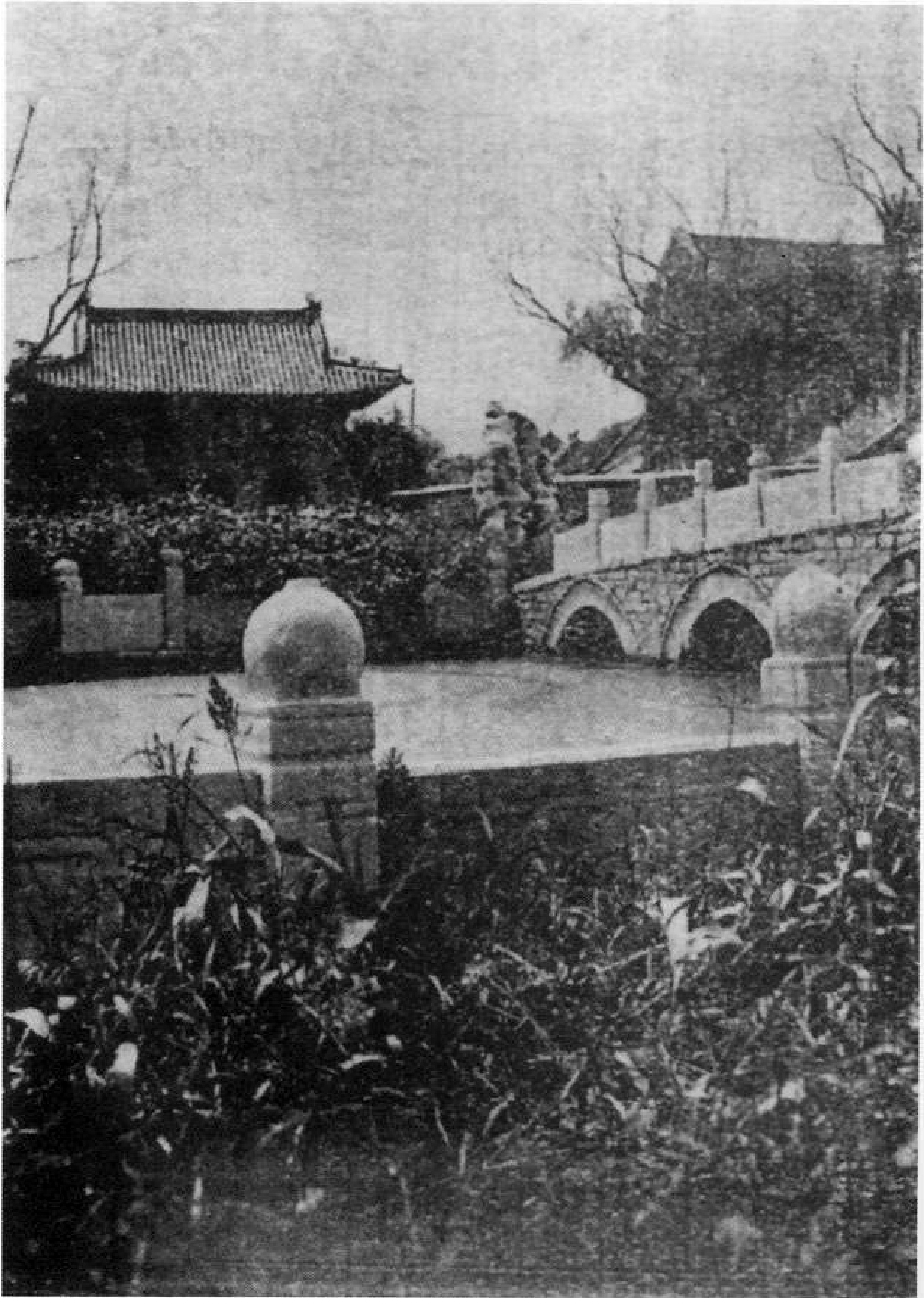
1931年的泮池旧照，远处为大成门

1946年，山东省立第二实验小学创建，使用文庙作为校址。中华人民共和国成立後，改称芙蓉街小学。1964年，学校拆除明伦堂等建筑，新建三层的办公教学楼，并将校門改到大明湖路248号。1965年，学校正式更名为大明湖路小学。。
2003年2月，在济南市政协十一届一次会议上，市文化局副局长崔大庸向大会提交《关于迁出大明湖路小学等单位修复府学文庙的建议》。同年9月，山东省文史馆馆员蔡凤书、韩明祥等九人联名给省领导写信建议修复府学文庙。2004年，济南市相关部门开始制订修复方案。2005年9月10日，府学文庙的“千年大修”工程终于启动，修复尚存的大成殿、泮池、大成门、影壁与更衣所，并重建其他建筑。2006年10月，大成殿的修复基本完成。2007年6月9日，大成殿以南的建筑群基本完工，并向公众开放一日。2007年底，随着大明湖路小学搬迁结束，大成殿以北原教学楼的拆除及文庙建筑重建工作正式展开。2009年2月，尊经阁木结构完工。
根据长期的远景规划，还将在文庙以北重建启圣祠、节孝祠、文昌祠、学属、魁星楼、射圃等古建筑；在文庙以南，则保留原有街巷，恢复旧有文化氛围。文庙西侧的建筑得到拆迁后，还将复建名宦祠与乡贤祠，形成平行于文庙主轴的西路布局。

## 建筑形制

### 布局
按文献记载，府学文庙规模宏大，长247米，最宽处66米。建筑群围绕南北中轴线修建，中轴线上的建筑依次为影壁、大成门、棂星门、泮池和石拱桥、屏门、戟门、大成殿、明伦堂、环碧亭和尊经阁等。
影壁位于庙门南面，为一字形。进入庙门向北，有棂星门一座，门前东西两侧分别设方亭和圆亭各一座，方亭名“中矩”，圆亭名“中规”。向北为半圆形泮池，石拱桥飞架正中。向北为屏门，门前东、西院墙分设“钟英”、“毓秀”两座牌楼，门后东侧有更衣所，西侧有牺牲所。向北为戟门。戟门近东墙处有一水池，池中有扇面亭一座，名“飞跃亭”。进入戟门，即为文庙的核心建筑大成殿，加之东西两庑殿，组成一封闭院落。大成殿建于月臺之上，月臺前东西两侧各有御碑亭一座。大成殿以北为明伦堂，堂前东西两侧各立两斋：分别为志道斋、据德斋、依仁斋和游艺斋。再向北为尊经阁，阁前设水池，池中有亭名为“环碧亭”。尊经阁以东还有射圃斋，以北有教官宅和儒学门。
文庙泮池之水与济南城水系相通。大明湖水由文庙东北进入，经飞跃亭之水池流入泮池，又出泮池向西北经西廊庑后墙外，绕至尊经阁前水池，转向东流出，名“玉带河”。玉带河西还建有文昌阁等建筑。

### 建筑

#### 大成殿

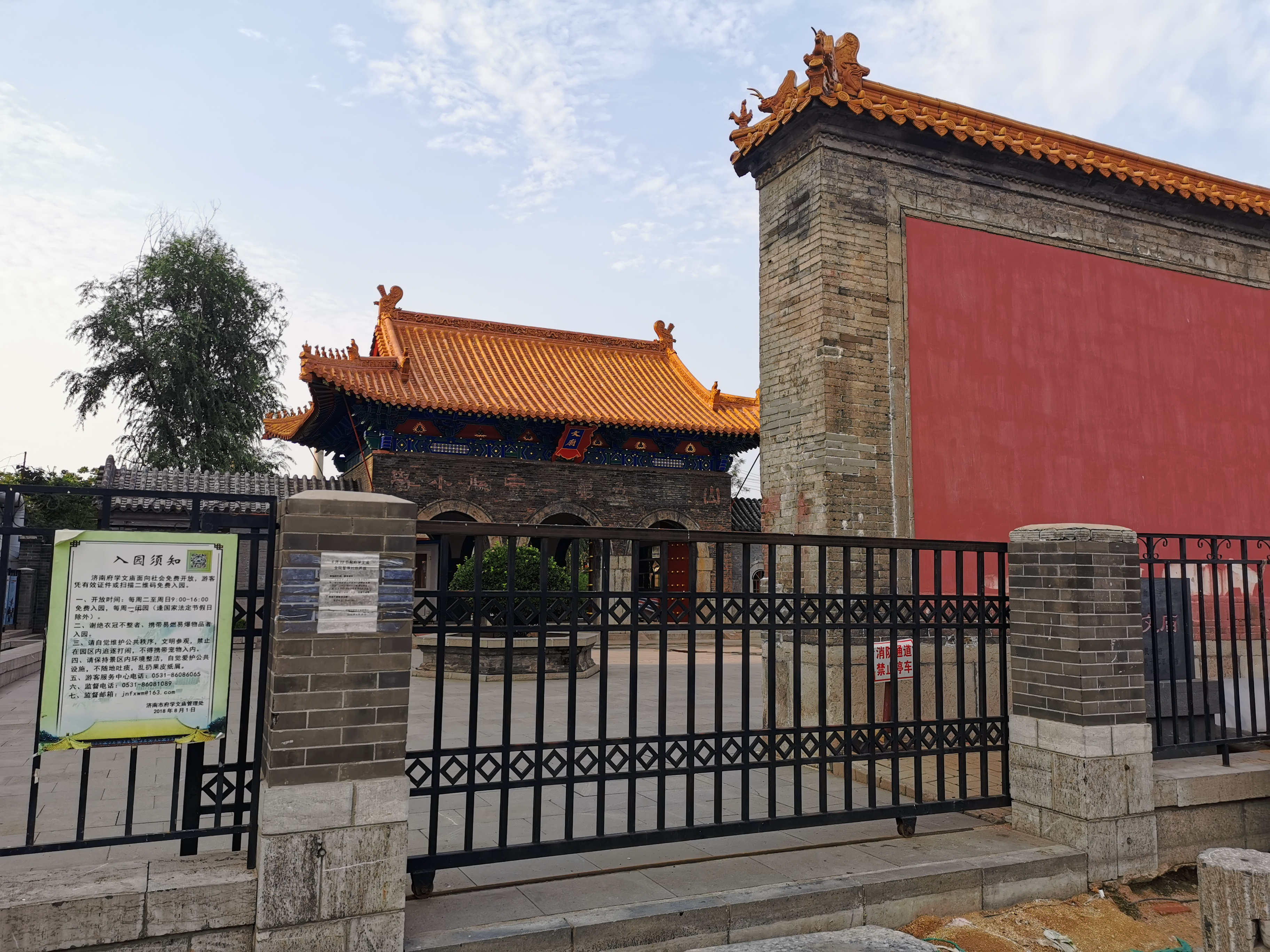
現今的大成门和影壁

济南府学文庙大成殿是济南市最大的单体古建筑，也是山东省境内现存最大的单檐庑殿顶古建筑之一，在中国各地文庙大成殿中的规模位列第三。大殿面阔九间，东西阔34.5米；进深四间，南北深13.9米；通高13.86米，面积约480平方米。单檐庑殿顶上，覆盖黄琉璃筒瓦，木架为抬梁式结构，柱有收分、侧角和升起，保留了宋代建筑的特点。檐下设斗栱，明间平身科两攒，其他间各一攒。斗栱和垫板绘有彩画。殿内采用减柱做法，顶部设天花，标高不同，其中明间和次间的天花较低，梢间和尽间的则较高。殿周东、西、北三面围以檐墙，南面前檐居中各间均为六抹头菱花隔扇门，唯两端尽间为菱花窗。

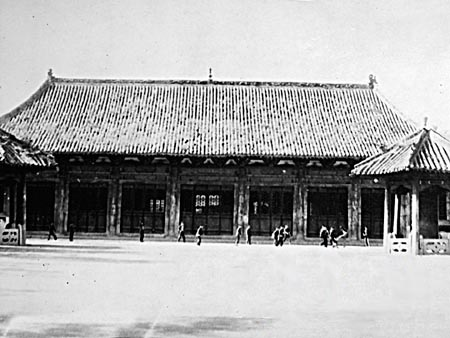
1950年代的大成殿和御碑亭

大殿正中供奉孔子及四配像，顶部悬挂清帝题写匾额数块，皆毁于文革。2005年，一块清世宗御笔“生民未有”残匾被偶然发现。2009年9月，一尊高2.72米的新塑孔子像正式完成，之后还将重新安放四配和十二哲像，并在大成殿南侧的东西廊庑内安放孔子弟子塑像。
大成殿原坐落在宽阔的月臺上，随着岁月变迁，建筑已破损不堪，脊兽在文革中被砸毁，殿基也早與地面齊平，不复从前气势。重修时，工程人员采用了“落架抬升”的方式，即将大殿全部拆除并仔细标记构件，抬高地基，然后在原地尽量使用原物重建。重建后的大成殿，整体抬升了1.5米，重现当年的高峻。
大成殿前原有御碑亭两座，左右各一，六角形，黄琉璃瓦顶，康熙年间建，遗址、残碑尚存，已复原。在大成殿施工过程中，两尊驮碑石赑屃在殿前出土。

#### 其他建筑

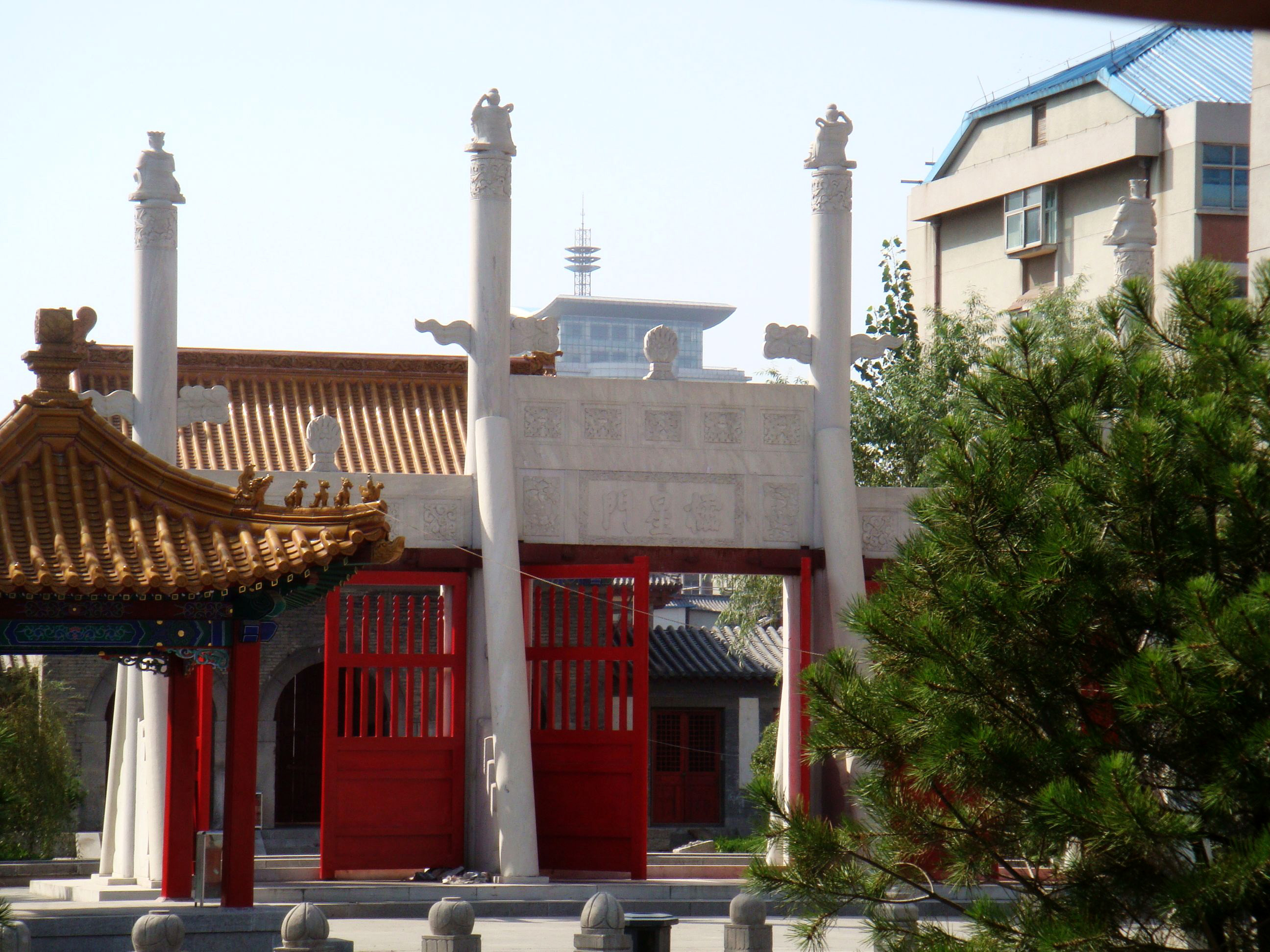
大成门、棂星门及中矩亭局部

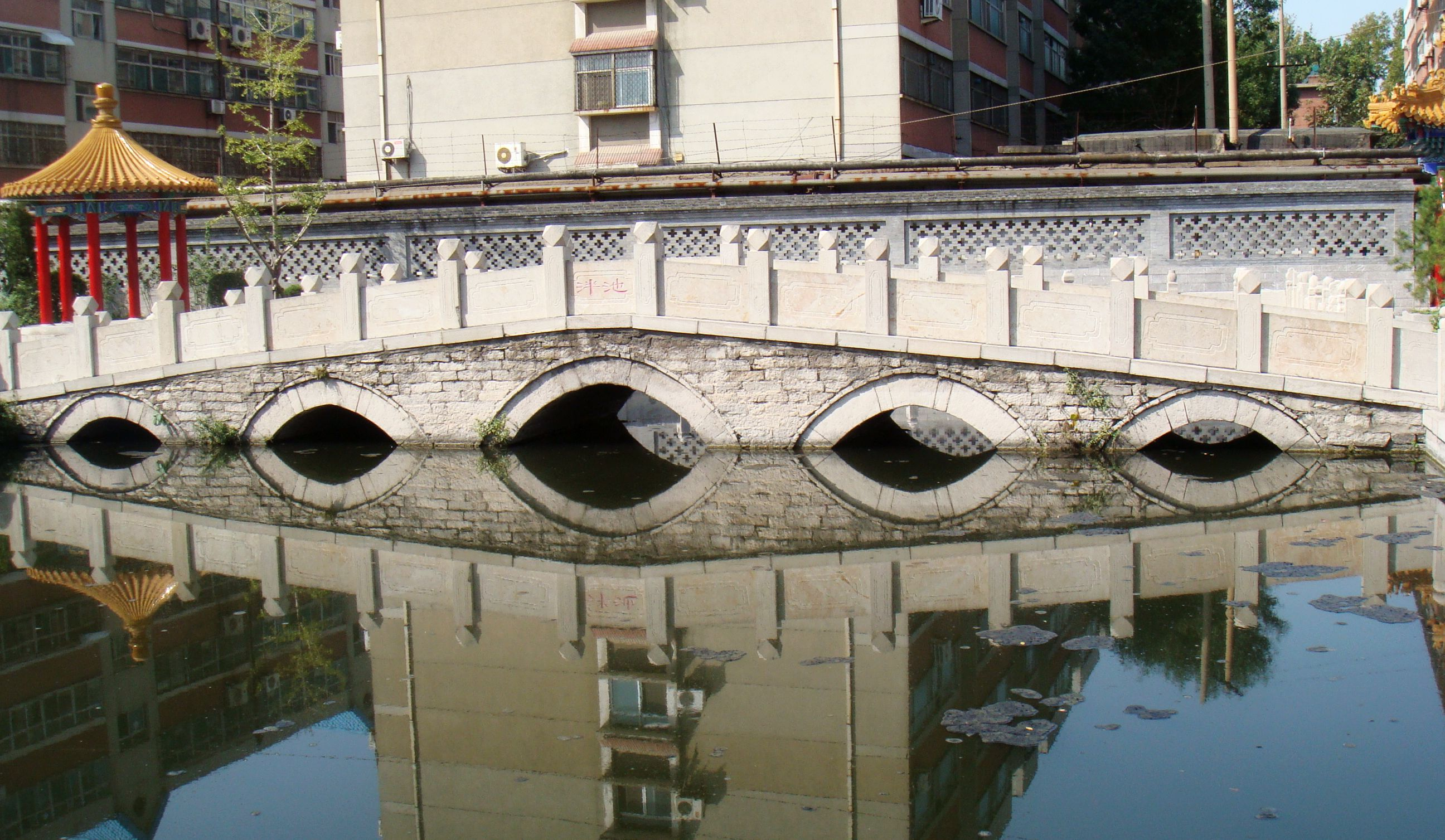
泮池、石桥与中规亭

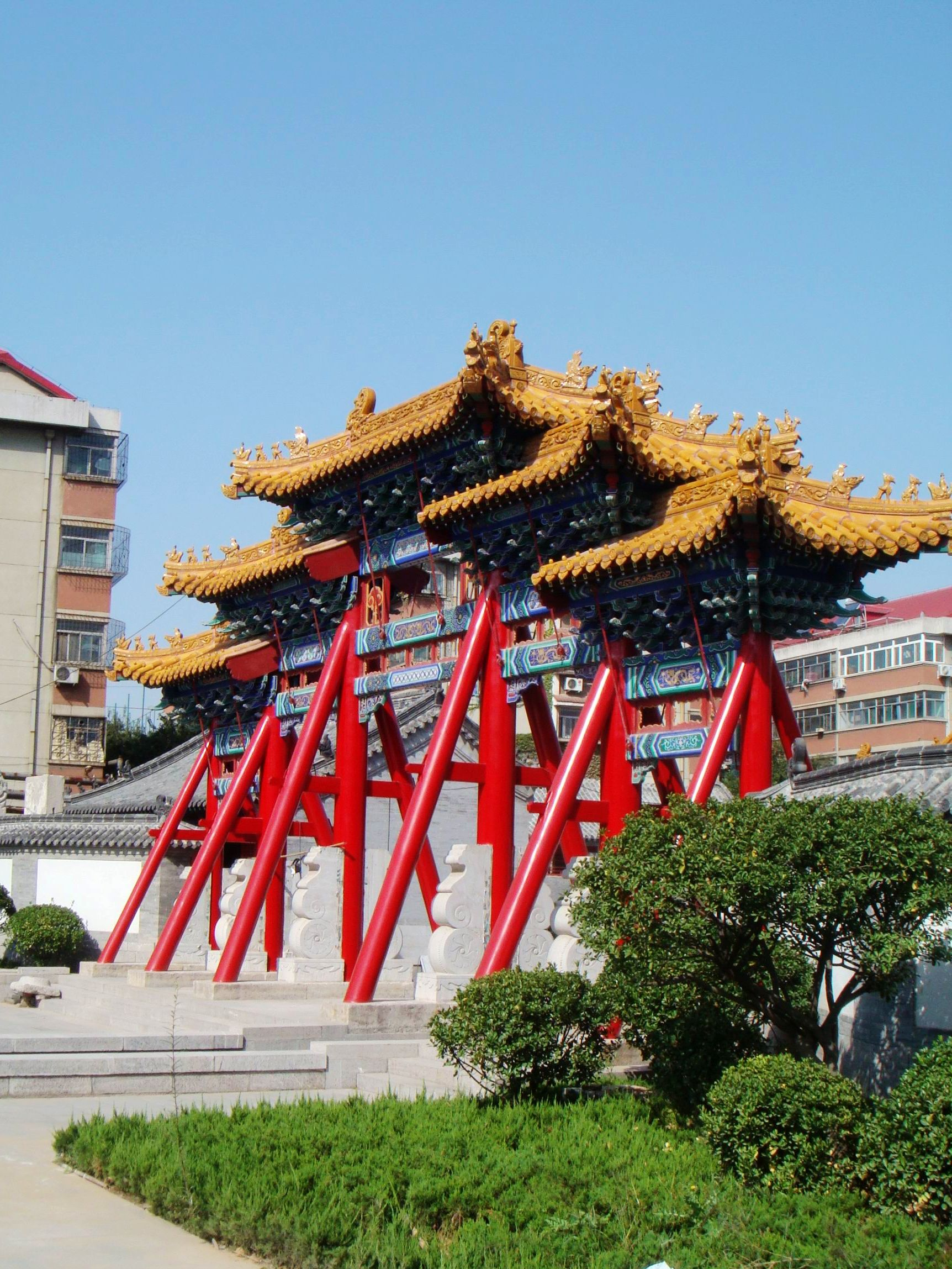
屏门，远处为更衣所

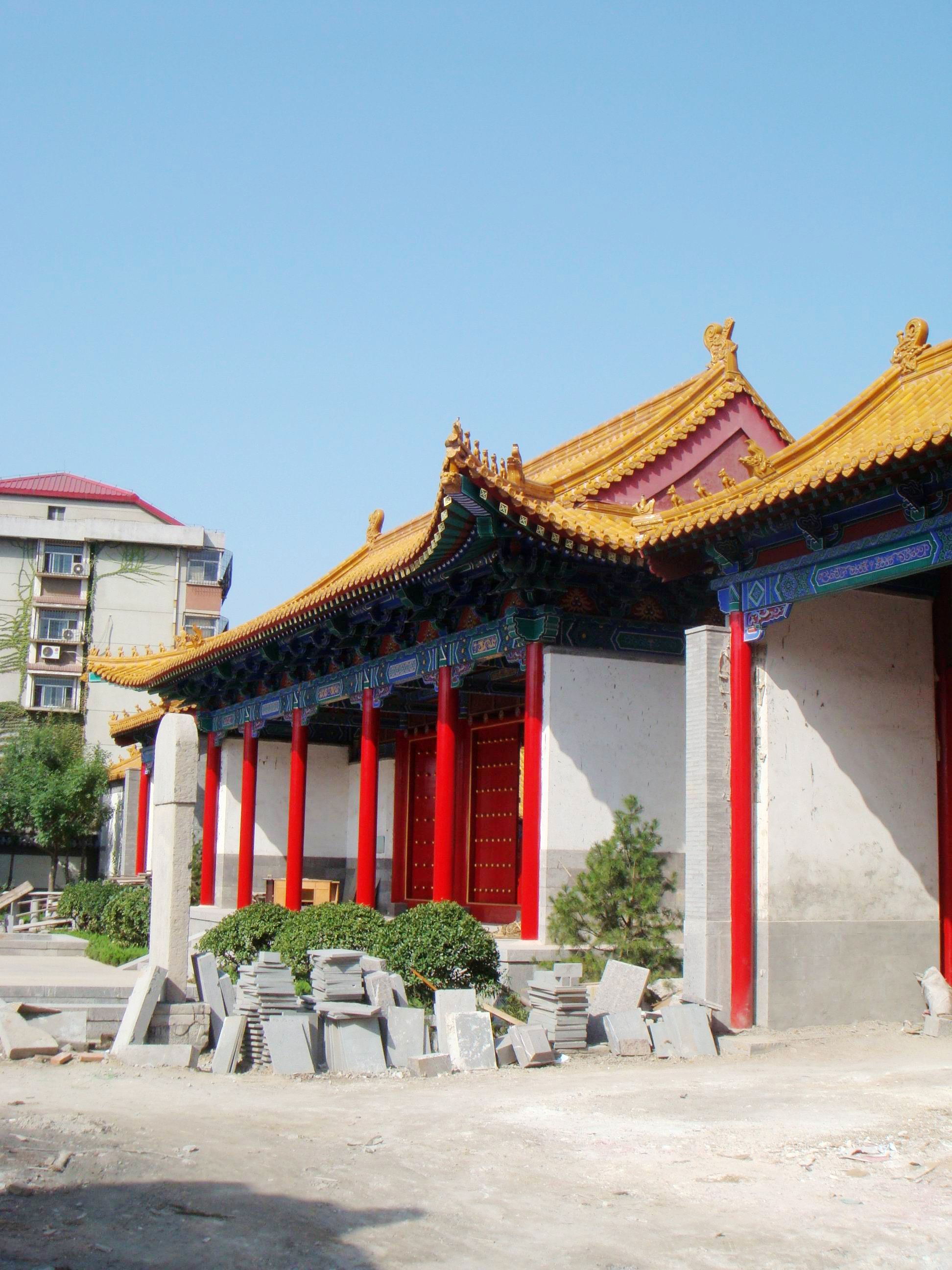
戟门

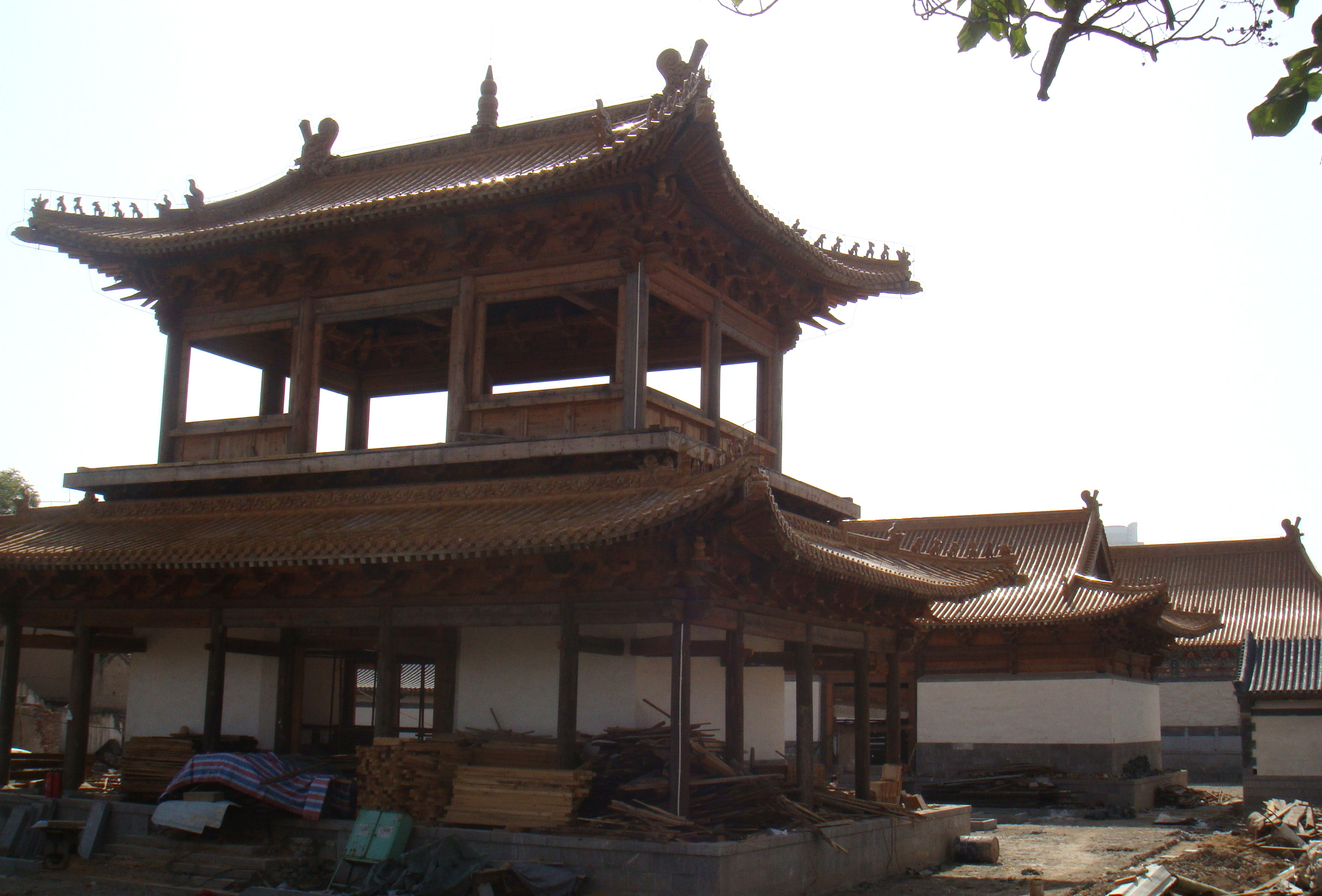
重建中的明伦堂和尊经阁

| 建筑名称       | 说明 | 信息来源 |
| -------------- | --- | -------- |
| 影壁           | 影壁位于文庙之外，向北与大成门对景，长9.85米，高约5米，厚0.95米，砖砌，呈“一”字形，琉璃瓦顶。其北面正中有圆形砖雕装饰图案，为清代遗物。数十年来因作为围墙使用而免遭拆除。 | [ 13 ]   |
| 大成门         | 大成门面阔三间，左右阔10.8米，进深一间，前后深6.33米。单檐歇山顶，上覆黄琉璃瓦。其外檐斗栱，明间平身科二欑，次间一欑，并有四十五度斜出栱；侧面则无平身科，均为五彩重昂斗栱。并施彩画。各间均为砖石砌卷门，门内方砖铺墁地面。                                                                     | [ 19 ]   |
| 棂星门         | 棂星门为四柱三间冲天式雕花石坊，柱间设红色栅栏门。柱前后以石鼓夹抱，并分别用石戗柱倾斜支撑。原棂星门已毁，基址无存。文物部门根据历史资料重建。 |          |
| 中矩亭、中规亭 | 中矩亭、中规亭分列棂星门内东、西两侧，中矩亭为方形，中规亭为圆形，黄琉璃瓦攒尖顶。亭名源自《礼记·玉藻》之“周旋中规，折旋中矩”和《周礼·考工记》之“方者中矩，圆者中规”。 |          |
| 泮池和泮桥     | 泮池在棂星门北数米，池近半圆形，弧面朝南，北岸弦长37.4米。池周环绕白石望板、望柱。泮桥从池正中部跨越南北，为青石拱桥，长19米，宽2.88米，共五孔，正中桥孔最大，两边孔径对称递减。重修过程中，施工人员还在屏门以北发现了明代泮池遗迹，并将之恢复，使府学文庙内出现罕见的“双泮池”景观。             | [ 22 ]   |
| 钟英坊、毓秀坊 | 钟英坊和毓秀坊分别位于泮池以北，文庙东西院墙内侧，钟英坊在东，毓秀坊在西，彼此遥相对应。二坊形制相同，均为四柱三间三楼庑殿顶式木质牌坊，覆黄琉璃瓦。2007年底，在维修过程中，二坊的遗址被发现，局部延伸至原小学围墙范围之外，印证了古时文庙的规模。                                               | [ 23 ]   |
| 屏门           | 屏门作为文庙第三道门，是一座五间六柱牌坊。坊顶五楼，由明间向两侧呈三阶式错落，重昂单檐庑殿顶，覆黄琉璃瓦，饰吻兽，檐下以云头斗栱承托，额枋彩绘“旭日云鹤”、“金龙戏珠”等图案。坊柱前后各用斜柱支撑，柱础由石鼓夹抱。1952年，牌坊的地上部分被迁建至大明湖公园南门。2007年在原址重建。               |          |
| 更衣所、牺牲所 | 屏门东、西两侧分别是更衣所和牺牲所。每年祭孔前，主祭官须在更衣所沐浴、更衣，斋宿三日。更衣所建筑为原物，2006年，进行落架维修。牺牲所则用于祭孔大典上祭祀用品的准备，原建筑已被拆除，2006年根据史料记载在原址复建。                                                                               | [ 9 ]    |
| 戟门           | 戟门为进入大成殿前院落的正门，面阔五间，歇山顶，上覆黄琉璃筒瓦。戟门两侧原与廊庑相连，与大成殿组成一封闭院落。重修时，两侧原本较为低矮的廊庑被加高，且与戟门分离，以备防火之需。 |          |
| 东西廊庑       | 东西廊庑是大成殿前左右的长排庑房，彼此相对，与大成门和大成殿围成封闭院落，廊庑内供奉孔子弟子。原廊庑建筑已于1950年代因年久失修而坍塌。2006年大修过程中，工程人员发现了其青砖铺就的基址，并据此重建。                                                                                             | [ 24 ]   |
| 明伦堂         | 明伦堂面阔五间，单檐歇山顶，檐下斗栱，施彩画，是文庙内专司教育之职的场所，体现了文庙的“庙学合一”。1950年代被小学拆除以修建教学楼。现已依照史料在大成殿北的原址上复建，并将作为一处国学讲堂。为此，内部采取减柱设计，以增加课堂空间。                                                             | [ 25 ]   |
| 尊经阁         | 尊经阁是文庙存储经典之地。府学文庙尊经阁为重檐歇山顶建筑，曾藏有多通石碑，现已不存。1950年代，原尊经阁仅剩遗址。由于缺乏详细建筑规格资料，府学文庙维修工程指挥部于2008年起根据明代建筑的形制在原址稍偏南处进行了重建。建成之后的尊经阁是文庙内最高的建筑，并成为文庙以北的大明湖路上重要的景观。 | [ 26 ]   |

## 匾额和碑刻
1950年代，文庙内尚存明、清碑碣27通，包括大成殿内匾额七块，明伦堂匾额一块及其它石刻数种。文化大革命期间，这些文物大部分被毁。到1982年普查时，仅剩清同治间“重修济南府学文庙碑”和道光间“济南府学教授训导为禁约事碑”等寥寥几块幸存。
此外，1991年大明湖路小学维修校舍，出土了一块重要的石刻，即“宣圣遗像”碑。此碑原立于大成殿附近。碑额题小篆“宣圣遗像”四字，碑题记为“吴维岳摹吴道子笔宣圣像”，正中阴刻孔子行教像，右侧中部下刻隶书“吴道子笔”四字。现存济南市博物馆。